# Österreichische Alpine Skimeisterschaften 2004
Die Technikbewerbe der Österreichischen Alpinen Skimeisterschaften 2004 fanden von 26. bis 28. März auf der Gerlitzen statt. Die Speedbewerbe waren in Innerkrems geplant, konnten aber wegen schlechter Witterung nicht durchgeführt werden. Die Rennen waren international besetzt, um die Österreichische Meisterschaft fuhren jedoch nur die österreichischen Teilnehmer.

## Herren

### Abfahrt
Die Abfahrt hätte in Innerkrems stattfinden sollen. Wegen schlechter Witterung konnte sie nicht durchgeführt werden.

### Super-G
Der Super-G hätte in Innerkrems stattfinden sollen. Wegen schlechter Witterung konnte er nicht durchgeführt werden.

### Riesenslalom
| Platz | Name                 | Zeit        |
| ----- | -------------------- | ----------- |
| 1     | Andreas Schifferer   | 2:05,74 min |
| 2     | Mario Scheiber       | 2:05,78 min |
| 3     | Matthias Lanzinger   | 2:06,14 min |
|       | Michael Gufler (ITA) | 2:06,14 min |
| 5     | Hannes Reichelt      | 2:06,34 min |
| 6     | Christoph Alster     | 2:06,48 min |
| 7     | Stephan Görgl        | 2:06,63 min |
| 8     | Markus Ganahl (LIE)  | 2:06,66 min |
|       | Christoph Kornberger | 2:06,66 min |
|       | Hannes Reiter        | 2:06,66 min |

Datum: 28. März 2004

Ort: Gerlitzen

### Slalom
| Platz | Name                | Zeit        |
| ----- | ------------------- | ----------- |
| 01    | Manfred Pranger     | 1:53,46 min |
| 02    | Kurt Engl           | 1:53,87 min |
| 03    | Patrick Bechter     | 1:54,02 min |
| 04    | Martin Kroisleitner | 1:54,29 min |
| 05    | Alexander Koll      | 1:54,40 min |
| 06    | Martin Marinac      | 1:54,58 min |
| 07    | Mitja Kunc (SLO)    | 1:54,60 min |
| 08    | Stefan Kogler (GER) | 1:54,62 min |
| 09    | Alain Baxter (GBR)  | 1:54,87 min |
| 10    | Reinfried Herbst    | 1:55,12 min |
|       | Jono Brauer (AUS)   | 1:55,12 min |

Datum: 27. März 2004

Ort: Gerlitzen

### Kombination
Aufgrund der Absage von Abfahrt und Super-G gab es in diesem Jahr keine Kombinationswertung.

## Damen

### Abfahrt
Die Abfahrt hätte in Innerkrems stattfinden sollen. Wegen schlechter Witterung konnte sie nicht durchgeführt werden.

### Super-G
Der Super-G hätte in Innerkrems stattfinden sollen. Wegen schlechter Witterung konnte er nicht durchgeführt werden.

### Riesenslalom
| Platz | Name                  | Zeit        |
| ----- | --------------------- | ----------- |
| 01    | Alexandra Meissnitzer | 2:21,83 min |
| 02    | Brigitte Obermoser    | 2:22,17 min |
| 03    | Katja Wirth           | 2:22,91 min |
| 04    | Kathrin Wilhelm       | 2:22,98 min |
| 05    | Elisabeth Görgl       | 2:23,16 min |
| 06    | Renate Götschl        | 2:23,32 min |
| 07    | Kathrin Zettel        | 2:23,46 min |
| 08    | Martina Lechner       | 2:23,48 min |
| 09    | Noriyo Hiroi (JPN)    | 2:23,50 min |
| 10    | Marlies Schild        | 2:23,73 min |

Datum: 26. März 2004

Ort: Gerlitzen

### Slalom
| Platz | Name                    | Zeit        |
| ----- | ----------------------- | ----------- |
| 01    | Elisabeth Görgl         | 1:31,37 min |
| 02    | Sabine Egger            | 1:32,01 min |
| 03    | Marlies Schild          | 1:32,98 min |
| 04    | Kathrin Zettel          | 1:33,38 min |
| 05    | Sabrina Raich           | 1:34,30 min |
| 06    | Karen Persyn (BEL)      | 1:34,82 min |
| 07    | Anja Blieninger (GER)   | 1:34,88 min |
| 08    | Petra Zakouřilová (CZE) | 1:34,89 min |
| 09    | Maria Grabner           | 1:35,14 min |
| 10    | Alexandra Grabner       | 1:35,15 min |

Datum: 27. März 2004

Ort: Gerlitzen

### Kombination
Aufgrund der Absage von Abfahrt und Super-G gab es in diesem Jahr keine Kombinationswertung.